# Club Piolet
El Club Piolet és el club infantil d'Andorra Televisió, nascut l'any 2005 de la necessitat de fidelitzar els nens amb una programació pròpia dins de la televisió pública. El projecte es va concretar el mes de desembre d'aquell any, amb la contractació dels serveis de la productora D'Occon Films, que va proposar com a mascota un isard vestit amb la samarreta d'Andorra. Amb tot, el nom inicial va ser "Clic", una proposta que la direcció de RTVA va desestimar. Per aquest motiu es va obrir un concurs perquè fossin els mateixos nens els qui proposessin noms per a l'isard. El concurs es va allargar fins a la Fira d'Andorra la Vella, on els nens podien pintar la mascota i seguir proposant noms. Finalment es van rebre més de 300 propostes i la guanyadora va ser la de Piolet. Segons la documentació interna de RTVA, el 26 de desembre de 2005 es va celebrar el bateig públic de la mascota, durant el Saló de la Infància d'Encamp. Durant aquell temps també es van començar a registrar els primers socis: van ser-ne més de 700 al mes de maig de 2006.
La primera emissió del Club Piolet va sortir en antena el 09 de gener de 2006. Es tractava d'una programa contenidor de dibuixos animats d'Andorra Televisió. Però també hi havia activitats al carrer, com la presència de la mascota a la cavalcada de Reis, o la Festa de la Neu -una mena de Festa dels Súpers- a l'estació de Pal, de Vallnord. La primera va ser el dia 1 d'abril de 2006.Més tard, es va crear la "Festa de l'Estiu", una serie d'activitats i espectacles per als seguidors i seguidores del Club Infantil. Podríem dir que es tracta de la Festa de la Neu, però en versió estiu.
De fet, el Club Piolet s'inspira en el Club Super 3 del canal juvenil de la televisió pública catalana, amb el qual es van establir nombrosos contactes per aprendre com fer créixer la nova aventura o per poder emetre algunes sèries de dibuixos. El Club Piolet té la seva pròpia revista, carnet de soci, pàgina web interactiva... i organitza trobades amb els petits de la casa que el veuen. Les activitats que organitza la Ràdio i Televisió d'Andorra (RTVA) amb el Club Piolet són sovint notícia a la premsa andorrana. Els principals personatges del programa són dos isards: El Piolet i la Violeta. Recentment s'ha incorporat un actor, de carn i ossos, Andi, interpretat per l'actor Joel Pla.
La darrera producció del Club Piolet és la sèrie d'animació Les coses de la Martina, que es va preestrenar en exclusiva per als socis el 09 de setembre de 2015. Per televisió, el primer capítol es va emetre el darrer dissabte del mes de setembre de 2015, coincidint amb el programa 3.500 del Club Piolet. Seguidament, al 2014 FEDACULTURA va afegir un altre personatge al Club anomenat Pau Pampalluga, aquest té la finalitat d'educar als més petits de la casa en estalvi i seguretat energètica.
El compte Piolet, és un compte corrent per a nenes i nens d'entre 0 i 12 anys. Serveix per a que els més petits i petites puguin anar guardant els seus estalvis. Una vegada es contracta el compte Piolet, la nena o nen en qüestió obté la seva primera targeta anomenada PIOtarjeta. Bàsicament, es tracta d'una targeta d'estalivs gratuïta decorada amb els dibuixos de les mascotes del Club infantil, en Piolet i la Violeta. En aquesta tageta, s'hi poden ingressar els estalvis de l'infant des de qualsevol de les oficines de Crèdit Andorrà del país.